# إسحاق فليتشير
إسحاق فليتشير (بالإنجليزية: Isaac Fletcher)‏ هو محامي وسياسي أمريكي، ولد في 22 نوفمبر 1784 في دونستيبل في الولايات المتحدة، وتوفي في 19 أكتوبر 1842 في ليندون في الولايات المتحدة. حزبياً، نشط في الحزب الديمقراطي. وقد انتخب عضو مجلس نواب فيرمونت وانتخب عضو مجلس النواب الأمريكي.